# 四季红镇
四季红镇，是中华人民共和国湖南省益阳市沅江市下辖的一个乡镇级行政单位。

## 行政区划
四季红镇下辖以下地区：
四季红社区、五星村、四季红村、玉鹊村、长征村、先锋村、阳雀洪村、东风村、红旗村和安心村。